# 6626 Меттджендж
6626 Меттджендж (6626 Mattgenge) — астероїд головного поясу, відкритий 2 березня 1981 року.
Тіссеранів параметр щодо Юпітера — 3,124.